# Emnilda
Emnilda (auch Emnildis oder  Emnild; * um 973; † um 1017) war durch ihre Mutter eine mit dem Sächsischen Adel verwandte Tochter des sorbischen Fürsten Dobromir aus der Lausitz. Sie war durch Heirat ab 987 Herzogin und ab 1000 Königin von Polen.

## Leben
Emnilda war die dritte Gemahlin des polnischen Herrschers Bolesław I. Chrobry, den sie im Jahr 987 ehelichte. Thietmar von Merseburgs Lob für Emnilda lässt auf ihr hohes Ansehen und ihren großen Einfluss am Piastenhof schließen.
Aus der Ehe mit Bolesław gingen mehrere Kinder hervor:
- Tochter N. N. (* um 988; † nach 1013), Äbtissin eines namentlich unbekannten Klosters;
- Reglindis (* um 989; † nach 21. März 1016), verheiratet 1002 mit Markgraf Hermann von Meißen;
- Mieszko II. (* 990; † 10. Mai 1034), ab 1025 König von Polen, verheiratet 1013 mit Richeza, Nichte Kaiser Ottos III.;
- Tochter N. N. (* um 995; † nach 1018), verheiratet zwischen 1009/1012 mit Swjatopolk I., Großfürst der Kiewer Rus;
- Otto (* um 1000; † 1033), ab 1031/1032 Herzog von Polen;